# Petro (criptovaluta)
Il petro, o petromoneda, lanciato nel febbraio 2018 e ritirato nel gennaio 2024, è stata una criptovaluta sviluppata dal governo della Repubblica Bolivariana del Venezuela.

## Storia
Nel 2017, per far fronte all'aggravamento della crisi economica che interessava il Venezuela e al crollo del valore della valuta di Stato, il bolívar venezuelano forte, il governo guidato dal presidente Nicolás Maduro si interessò alle criptovalute. A fronte del contestuale "boom" di popolarità e di valore del bitcoin, infatti, molti venezuelani tentavano di sfuggire ai limiti alle transazioni imposti dalle istituzioni di Caracas e di mettersi al riparo dalla volatilità del sistema bancario e monetario locale proprio ricorrendo alla criptovaluta per le spese quotidiane.
Dopo aver inizialmente valutato come combattere il fenomeno, alcuni ambienti governativi ritennero che invece si potesse sfruttare lo strumento delle criptovalute come mezzo per arginare la crisi economica e l'iperinflazione, segnatamente creando una propria valuta virtuale che fosse ancorata al valore delle riserve venezuelane di petrolio, così da tenerla sotto il controllo statale. Ciò peraltro l'avrebbe distinta nettamente dalle altre criptomonete, che non sono legate ad alcuna autorità centrale e fondano il loro valore unicamente sulla leva di domanda e offerta.
Dal momento che al governo non c'era nessuna figura competente in materia, a fine ottobre 2017 Maduro incaricò un suo uomo di fiducia, Carlos Vargas, di cercare qualcuno che potesse sovrintendere al progetto. Vargas interpellò il programmatore Gabriel Jiménez, classe 1990, che negli anni precedenti aveva studiato e lavorato negli Stati Uniti ed era considerato vicino all'opposizione (tra l'altro, aveva fatto parte dello staff della deputata USA Ileana Ros-Lehtinen, ispanica e apertamente ostile ai regimi di Hugo Chavez e Nicolás Maduro); nel 2015 era rientrato in Venezuela e aveva fondato la startup The Social Us, tramite la quale programmatori e designer venezuelani potevano ricevere incarichi di lavoro da aziende statunitensi e farsi pagare in dollari USA o, appunto, in criptovalute. Jiménez ricevette affiancamento da una squadra di cripto-specialisti russi vicini al Cremlino, tra i quali Denis Družkov e Fëdor Bogorodskij, che parteciparono allo sviluppo del white paper della criptovaluta e alle prime fasi di monitoraggio post-lancio.
Vargas chiese a Jiménez di preparare un progetto di massima per il Petro Global Coin; il programmatore (seppur diffidente) provvide, suggerendo altresì di semplificare il nome in petro. Dopo alcune settimane di silenzio, il presidente Maduro tenne un discorso televisivo in cui annunciò il lancio della criptovaluta nazionale venezuelana e Jiménez fu incaricato di sovrintendere allo sviluppo dell'infrastruttura necessaria. A fine dicembre 2017 il petro fu presentato ufficialmente presso la sede della banca centrale di Caracas.
Jiménez, come confidò ai suoi collaboratori, aveva accettato l'incarico nella speranza di poter sostanzialmente agire in autonomia (confidando sul fatto che in ambito governativo non vi fosse nessun'altra persona competente in materia) e di utilizzare il petro come strumento di liberazione popolare dal controllo delle autorità. Si rese però ben presto conto che le sue speranze erano vane: in un incontro tenutosi alla Roca, la residenza privata del presidente Maduro (alla presenza tra gli altri dello statunitense Nick Spanos, pioniere degli investimenti in criptovalute), il ministro delle Finanze rivelò per la prima volta l'intento di ancorare il valore del petro al prezzo del petrolio. Jiménez provò a far presenti i propri dubbi, ma non ottenne sostanzialmente alcun risultato; dovette anzi mettere a disposizione del governo i documenti preparatori che aveva approntato e fu costretto a concludere lo sviluppo della criptovaluta sotto sorveglianza armata.
Il lancio ufficiale del petro avvenne in diretta tv il 20 febbraio 2018: nell'occasione, davanti alle telecamere, Jiménez firmò il contratto che lo nominava "agente di commercio" del petro, mentre il presidente Maduro annunciava di aver già raccolto più di 700 milioni di dollari USA in investimenti sulla nuova criptomoneta. I petro sono "pre-minati", il che significa che non è possibile creare nuovi token dopo l'emissione, e costituiscono un token sulla rete Ethereum.
Nel mentre però, dopo mesi di grande espansione, il valore del bitcoin era andato in sensibile flessione, calando da 20 000 a 3 000 USD nel giro di meno di un anno. Il petro (ne furono emessi 100 milioni, per un valore di 60 dollari a 1 - circa il prezzo di un barile di petrolio) fu quindi accolto gelidamente sul mercato, sia interno che estero; peraltro gli Stati Uniti ne vietarono quasi immediatamente l'utilizzo. Nel 2018 l'economia venezuelana andò ancor peggiò del 2017. Jiménez e The Social Us vennero quindi fatti oggetto di indagini giudiziarie con l'accusa di essere gli artefici del fallimento del petro e quindi corresponsabili della pessima congiuntura verificatasi. Prima che la situazione precipitasse, nel 2019 Jiménez espatriò negli USA e riuscì a ottenere lo status di rifugiato politico.
Negli anni si sono susseguiti vari tentativi di rilancio del petro, il cui unico sostanziale impiego è quindi consistito nell'essere una sorta di "buono" per il pagamento di stipendi pubblici, imposte e pensioni d'anzianità. A complicare il tutto intervenne, nel marzo 2023, un grave scandalo inerente la PDVSA (compagnia petrolifera nazionale venezuelana) e il ministro del petrolio Tareck El Aissami, che si sarebbero serviti del petro per appropriarsi indebitamente di circa 3,5 miliardi di dollari dovuti allo Stato per l'estrazione di idrocarburi. La "fine" del petro è stata sancita il 12 gennaio 2024, allorché la piattaforma di scambio è stata chiusa dalla banca centrale venezuelana e la valuta circolante è stata convertita in bolívar sovrani.